# The Bold and the Brave

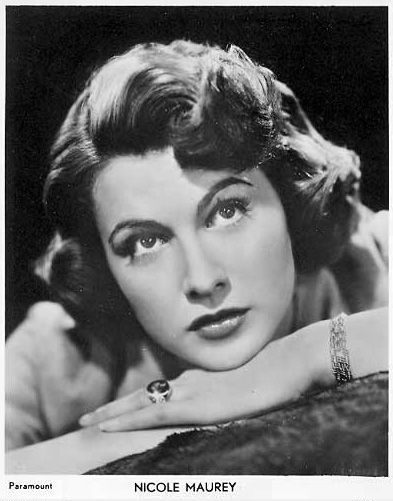
A atriz francesa Nicole Maurey (em foto de divulgação da década de 1950) flertou com Hollywood, mas fez poucos filmes na terra de Tio Sam. Em 1962, atuou no clássico inglês de ficção-científica The Day of the Triffids. Quando retornou à França, passou a dedicar-se principalmente à TV.

The Bold and the Brave (Brasil: O Preço da Audácia / Portugal: Os Bravos Também Amam) é um filme norte-americano de 1956, do gênero guerra, dirigido por Lewis R. Foster e estrelado por Wendell Corey, Mickey Rooney e Don Taylor.

## A produção
Filmado em SuperScope, porém em preto e branco, o filme segue as desventuras de três soldados na campanha da Itália, em 1944, durante a Segunda Guerra.
A elogiada atuação de Mickey Rooney, como o inveterado jogador que sonha abrir um restaurante em Nova Iorque, valeu a ele uma indicação ao Oscar.
O filme recebeu outra indicação, na categoria de Melhor Roteiro Original.
Rooney também compôs a canção-título, em parceria com Ross Bagdasarian, mais conhecido como o criador de Alvin and the Chipmunks.

## Sinopse
Itália, 1944. A guerra aos poucos se encaminha para o final, mas isso não fica claro para três soldados norte-americanos, cuja trajetória acompanhamos: Fairchild é um idealista que acha difícil matar, mesmo durante as batalhas; Dooley é o jogador viciado no baralho, que sonha conseguir dinheiro para abrir o melhor restaurante  da Grande Maçã; já o Sargento Ewald, apelidado de Preacher (Pregador), é um fanático religioso, tão apavorado pelo Mal que vê o fogo do Inferno nos menores incidentes. Seu relacionamento com a prostituta Fiamma forma o assunto principal do filme.

## Premiações
| Prêmio | Categoria                                                      | Situação |
| ------ | -------------------------------------------------------------- | -------- |
| Oscar  | Melhor Ator Coadjuvante(Mickey Rooney) Melhor Roteiro Original | Indicado |

## Elenco
| Ator/Atriz    | Personagem          |
| ------------- | ------------------- |
| Wendell Corey | Fairchild           |
| Mickey Rooney | Dooley              |
| Don Taylor    | Sargento "Preacher" |
| Nicole Maurey | Fiamma              |
| John Smith    | Smith               |
| Race Gentry   | Hendricks           |
| Ralph Votrian | Wilbur              |
| Wright King   | Técnico             |
| Stanley Adams | Sargento-mor        |
| Bobs Watson   | Bob                 |
| Tara Summers  | Tina                |
| Diana Darrin  | Lina                |